# Lynx lynx carpathicus
La lince dei Carpazi (Lynx lynx carpathicus) è una sottospecie della lince eurasiatica, endemica del Bacino dei Carpazi.

## Descrizione
Come le altre linci, le linci dei Carpazi hanno zampe grandi e pelose che si posano al suolo con un movimento allargato delle dita, permettendo loro di camminare sopra la neve. La loro folta pelliccia le protegge dal freddo durante il periodo invernale, e che presenta una quantità di macchie più dense rispetto a quella delle altre sottospecie di lince eurasiatica. I singoli esemplari di questa sottospecie hanno ognuna un diverso schema di macchie, il che consente ai ricercatori di identificarle più facilmente dalle foto.

## Distribuzione
La lince dei Carpazi è diffusa nella catena montuosa dei Carpazi, in Romania, Slovacchia, Ungheria, Ucraina e Bulgaria.

## Ecologia
Sono animali solitari, evitano il contatto con l'uomo e si incontrano tra di loro solo per riprodursi.
Le linci dei Carpazi di solito predano cervi, capre selvatiche e pecore. Quando tali ungulati scarseggiano, si nutrono di creature più piccole, come lepri, conigli, galli cedroni, volpi e roditori. Cacciano di notte e per questo motivo non vengono facilmente avvistate dagli umani.
La lince dei Carpazi ha un periodo di gestazione che va dai 63 ai 74 giorni. Può avere da uno a quattro cuccioli, che pesano dai 240 ai 430 grammi alla nascita. La femmina della lince alleva i cuccioli da sola, ed essi rimangono con la madre per 10 mesi.